# بدرس (فلم)
بدرس هو فيلم وثائقي إسرائيلي/فلسطيني/أمريكي لعام 2009 من إخراج جوليا باشا وإنتاج رونيت أفني ورولا سلامة وجوليا باشا وسيناريو جوليا باشا. يدور الفيلم حول مظاهرات غير عنيفة قام بها سكان بدرس (بلدة فلسطينية في محافظة رام الله والبيرة) خلال أوائل عام 2000 احتجاجا على بناء الجدار الإسرائيلي في الضفة الغربية داخل القرية.
ظهر فيلم بدرس لأول مرة على حلبة المهرجان في مهرجان دبي السينمائي الدولي في 13 ديسمبر 2009. تم إصداره في دور العرض في 24 سبتمبر 2010 في المملكة المتحدة. وفي 8 أكتوبر 2010، في الولايات المتحدة (نيويورك).

## حَبكة
تقول جوردانا هورن في صحيفة ديلي فوروارد اليهودية:
بدرس هو فيلم وثائقي لجوليا باشا يتناول رد فعل إحدى بلدات الضفة الغربية على بناء إسرائيل للحاجز الأمني. وكان من المقرر تقسيم البلدة، التي يبلغ عدد سكانها 1,500 نسمة، وتطويقها بالجدار، مما أدى إلى فقدان 300 فدان من الأراضي و3,000 شجرة زيتون. لم تكن هذه الأشجار حاسمة للبقاء الاقتصادي فحسب، بل كانت أيضا مقدسة لتاريخ المدينة بين الأجيال. يحكي الفيلم قصة عايد مرار، الفلسطيني الذي أدى عمله لصالح فتح إلى اعتقال خمسة أشخاص في السجون الإسرائيلية، ولكن قراره الاستراتيجي الهام بأن أفضل ما يمكن معارضة الجدار هو المقاومة اللاعنفية كان له تداعيات بعيدة المدى.

## فريق العمل
- عايد مرار: زعيم الحركة اللاعنفية في بدرس، "يوحد جميع الفصائل السياسية الفلسطينية المحلية، بما في ذلك حماس وفتح، ويشجع مئات الإسرائيليين على العبور إلى الأراضي الفلسطينية المحتلة والتظاهر دعما لقريته".[7]
- إلتزام مرار: ابنة عايد البالغة من العمر خمسة عشر عاما، والتي "تحفز شجاعتها القرية بأكملها وتؤكد أهمية المرأة في الحركة. كانت المظاهرات في بدرس هي المرة الأولى التي يلتقي فيها إلتزام، مثل معظم شباب القرية، بإسرائيليين ليسوا جنودا أو مستوطنين".[7]
- كوبي سنيتز: ناشط إسرائيلي شارك في المظاهرات في بدرس.
- أحمد عواد: عضو في حماس ساعد عايد في تعزيز "اللاعنف كأداة استراتيجية، الأنسب لتحقيق أهداف القرية". وردا على مشاركة نشطاء إسرائيليين في مظاهرات بدرس، قال عواد: "لقد سمعنا بالفعل أن هناك بعض الإسرائيليين الذين يريدون السلام مع الفلسطينيين. لكن هذه المظاهرات فاقت التوقعات... في هذه المسيرات رأيت هذه الأصوات الإسرائيلية في الحياة الحقيقية. لم يكن مجرد شيء سمعت عنه ".[7]
- ياسمين ليفي: قائدة فرقة حرس الحدود الإسرائيلية التي "تطور علاقة معقدة مع النساء في القرية اللواتي يناديها بالاسم في هتافاتهن".[7]
- دورون سبيلمان: المتحدث باسم الجيش الإسرائيلي الذي لا يعتقد أن الاحتجاجات السلمية ستؤدي إلى التغيير.

## المواضيع والخلفية
في عام 2004، ذكرت صحيفة "ذا نيشن" أنه إذا استمر البناء المخطط له للجدار الإسرائيلي في الضفة الغربية على طول مساره المحدد، فإن "سكان بدرس البالغ عددهم 1,200 نسمة - الذين تعتمد الغالبية العظمى منهم على الزراعة في العمل - سيفقدون جزءا كبيرا من حقولهم. وقد شقت جرافة إسرائيلية بالفعل طريقا أوليًا، والأشجار المقتلعة تكمن في أعقابها. ووفقا للخريطة الرسمية التي نشرتها وزارة الدفاع الإسرائيلية، فإن المسار المقترح للجدار الفاصل لن يمر عبر هذه البقعة من الأرض فحسب، بل سيدور أيضا لتطويق بدرس وثماني قرى مجاورة، مما يخلق جيبا مغلقا يبلغ عدد سكانه 25,000 نسمة. وبمجرد إغلاق المنطقة، سيتم تقييد الوصول إلى الحقول والمكاتب ومواقع البناء والفصول الدراسية الجامعية والأصدقاء والأقارب خارج الجيب".
ردا على ذلك، بدأ السكان في تنظيم احتجاجات غير عنيفة. وذكرت صحيفة "هاآرتس" أنه على الرغم من فرض حظر التجول لمنع الاحتجاجات، "انتهك الشباب بشكل رئيسي حظر التجول وساروا إلى بستان الزيتون، لمنع الجرافات من القيام بعملهم. وحتى هذا الأسبوع، لم تعد الجرافات إلى العمل - بعد أن اقتلعت بالفعل حوالي 60 شجرة زيتون".
في مقابلة عام 2010 مع صحيفة "جويش نيوز ويكلي" في شمال كاليفورنيا، صرحت منتجة فيلم بدرس رونيت أفني أن الفيلم تم إنتاجه ردا على أسئلة تتعلق بوجود حركات اللاعنف الفلسطينية. وجادلت كذلك بأنه "غالبا ما كانت العبارة التي أعقبت [هذا] السؤال شيئا على غرار 'إذا تبنى الفلسطينيون اللاعنف فقط، فسيكون هناك سلام". يستكشف الفيلم كيف يبدو الأمر عندما تظهر حركة اللاعنف الفلسطينية. وما هو الرد الإسرائيلي؟" وفي مقابلة أخرى مع صحيفة مونتريال ميرور، أضافت أنه بعد التحقيق في حالات عمل الفلسطينيين والإسرائيليين معا من أجل السلام من خلال اللاعنف، "ظلت جميع أبحاثنا تقودنا إلى بدرس [...] ومعظم الإسرائيليين والفلسطينيين لم يعرفوا قصة هذه القرية".

## إِخراج
عرض فيلم بدرس لأول مرة في دائرة المهرجان في عام 2009 في مهرجان دبي السينمائي الدولي. كما عُرض في مهرجان تريبيكا السينمائي.
كان فيلم بدرس هو الاختيار الرسمي في المهرجانات السينمائية في جميع أنحاء العالم بما في ذلك مهرجان سالونيك السينمائي الدولي، ومهرجان هوت دوكس الكندي الدولي للأفلام الوثائقية، ومهرجان سيدني السينمائي، ومهرجان دوكوفست، ومهرجان رود آيلاند السينمائي الدولي، ومهرجان إيه بي إس الدولي للأفلام الوثائقية، ومهرجان ريو دي جانيرو السينمائي الدولي ومهرجان بيرغن السينمائي الدولي، ومهرجان مومباي السينمائي الدولي، ومهرجان سانت لويس السينمائي الدولي.
وقد عرض الفيلم في مهرجانات أخرى مثل مهرجان سان فرانسيسكو للأفلام اليهودية ومهرجان أسابيع الوثائق السينمائي السنوي الرابع عشر في لوس أنجلوس ومدينة نيويورك.

## استقبال

### استجابة حاسمة
اعتبارا من 15 يناير 2011، تلقى وثائقي بدرس على روتن توميتوز تقييما إجماليا بنسبة 95% من جميع النقاد (19 طازجا و 1 فاسدا).
خلال الأسبوع الأول من إصداره في المملكة المتحدة (24 سبتمبر 2010)، احتل فيلم بدرس المرتبة رقم 1 على موقع مراجعة الأفلام ومقره بريطانيا، قائمة النقاد، والتي تضم كبار النقاد من مجموع الفيلم والغارديان وتايم أوت لندن وأكاذيب بيضاء صغيرة- مجلة الأفلام المستقلة وايفينينغ ستاندرد. أعطى توم داوسون من توتال فيلم الفيلم أربع نجوم ووصفه بأنه "شهادة في الوقت المناسب على قوة المقاومة السلمية". أعطى بيتر برادشو من الغارديان للفيلم بدرس أربعة من أصل خمسة نجوم مشيرا إلى أن "هذا الفيلم المتضمن يفتح العين". كما يجادل بأن "ما يثير القلق في فيلم باشا هو أنه يظهر شيئا عن الجدار الإسرائيلي لم أستوعبه. إنه لا يفصل الإسرائيليين عن الفلسطينيين فحسب، بل يتجول في الأراضي الفلسطينية، متعرجا ويدور حوله: الفكرة ليست مجرد وقف الحركة إلى إسرائيل ولكن سرا لفرض الشلل داخل المنطقة الفلسطينية نفسها". أعطاها توم هدلستون من تايم آوت لندن أربعة من أصل خمسة نجوم ويجادل بأنه "برفضها إضفاء الطابع الرومانسي على القرويين أو شيطنة المعتدين عليهم، فإنها تقدم صورة صارخة وقابلة للتصديق تماما لصراع الشرق الأوسط في صورة مصغرة، في حين أن تركيزها المرحب به على الشخصية على تسجيل النقاط السياسية يمنح فيلم بدرس ركلة عاطفية ثقيلة". ليز هايكروفت من مجلة ليتل وايت أكاذيب – مجلة الأفلام المستقلة أعطت لفيلم بدرس ثلاث نجوم من أصل خمس نجوم وتقول: "من خلال دمج مقابلات مع نقيب في شرطة الحدود الإسرائيلية ومتحدث باسم الشرطة العسكرية، يقدم فيلم بدرس وجهة نظر متوازنة نسبيا للنزاع، خاصة لأولئك الذين ليسوا على دراية بالسياسة الإقليمية. ومع ذلك، من الصعب منذ البداية فهم كيف يمكن لدولة واحدة أن تدخل منطقة وتعلن أجزاء منها خاصة بها، دون توقع نوع من المقاومة. لا يمكن إلا لسكان بدرس، واختيارهم للاحتجاج السلمي، إلا أن يحظوا بالإعجاب". أعطى ديريك مالكولم من ايفينينغ ستاندرد الفيلم أربعة من أصل خمسة نجوم ويلاحظ أن "الفيلم يبدو مصمما لإثبات ما يمكن القيام به بالوسائل السلمية نسبيا. لكنها في أفضل حالاتها عندما نرى كيف ينتقل مورور تدريجيا إلى موقع القوة الأخلاقية. بالكاد يمكنك أن تصدق حماقة السلطات الإسرائيلية، لكنك لا تشعر أبدا بأن الفيلم ينحاز إلى أي جانب". بالإضافة إلى ذلك، حصل فيلم بدرس على أربع نجوم من ديلي تلغراف وفاينانشال تايمز.
في الولايات المتحدة، تم إدراج فيلم بدرس على أنه "اختيار النقاد" من قبل مجلة نيويورك وآن هورناداي من واشنطن بوست. تساءل هورناداي في وقت لاحق عن سبب "استبعاد فيلم بدرس بشكل غير مفهوم" من قائمة ترشيح جوائز الأوسكار لأفضل فيلم وثائقي قائلا إنه "إذا كان هناك "مكان" عربي إسرائيلي في الأسماء، لكانت إيماءتي قد ذهبت إلى فيلم بدرس". وصف كينيث توران من صحيفة لوس أنجلوس تايمز فيلم بدرس بأنه فيلم "مشجع بشكل مدهش" وذكر أن "أكثر ما يبعث على السرور في" وثائقي بدرس" هو أن الوثائقي يمكننا من الشعور ببعض المشاعر نفسها التي عاشها المشاركون". أعطى مايكل فيليبس من شيكاغو تريبيون فلم بدرس ثلاث نجوم ونصف مشيرا إليه على أنه "فيلم وثائقي رائع وإنساني لجوليا باشا" "يجعلك تعتقد أن الناس يمكنهم إنجاز الأمور، إذا فكروا من حيث التحالفات والمبادئ والأساليب الأخرى غير القوة الغاشمة ". وصف مايك هيل من صحيفة [[نيويورك تايمز][ فيلم بدرس بأنه فيلم "جذاب وملهم في بعض الأحيان" وذكر أنه "عيون على الجائزة بأشجار الزيتون". أشارت إيلا تايلور من ذا فيليج فويس إلى بدرس على أنه "فيلم وثائقي لجوليا باشا منصف في الغالب". وصفت أليسا سيمون من مجلة فارايتي فيلم بدرس بأنه فيلم وثائقي "مؤثر" و "ملهم". بينما جادلت بأن "الموافقة المسبقة عن علم تفشل في توفير إحساس بالتسلسل الزمني" أو تأثير المظاهرات على الحياة اليومية، ذكرت سيمون أيضا أن "هذه انتقادات صغيرة عند مقارنتها بتحليل الموافقة المسبقة عن علم المفيد لما يشكل مقاومة الصراع النموذجية". أعطى تشاك بوين من مجلة سلانت الفيلم نجمتين ونصف من أصل أربعة نجوم بحجة أن "فيلم بدري مصنوع بحماس، أكثر من الكفاءة، لكنه درس في التربية المدنية لا يهزك تماما حتى النخاع." أعطى شاجر من تايم آوت نيويورك الفيلم نجمتين من أصل خمس نجوم وجادل بأن "الأفلام الوثائقية تضمن وجهات نظر، ولكن يجب أن تقدم أيضا منظورا لأكثر من جانب واحد من قضية مثيرة للجدل".

### الجوائز

#### 2011
- الفائز: جائزة منظمة العفو الدولية لحقوق الإنسان، مهرجان أفلام ذات أهمية.
- الفائز: جائزة لجنة التحكيم للتميز في توثيق قضية حقوق الإنسان، مهرجان بيلينجهام لأفلام حقوق الإنسان.
- الفائز: جائزة هنري هامبتون للتميز في السينما والوسائط الرقمية.
- الفائز: جائزة ريدنهور للأفلام الوثائقية.

#### 2010
- الفوز: مهرجان تريبيكا السينمائي - تنويه خاص من لجنة التحكيم.
- الفوز: الدورة ال60 لمهرجان برلين السينمائي الدولي – جائزة بانوراما للجمهور الجائزة الثانية.
- الفائز: مهرجان جزر البهاما السينمائي الدولي – جائزة روح الحرية للأفلام الوثائقية.
- الفائز: مهرجان سان فرانسيسكو السينمائي الدولي - جائزة الجمهور.
- الفوز: مهرجان القدس السينمائي – تنويه شرف لأفضل فيلم وثائقي في جائزة روح الحرية.
- الفائز: سيلفردوكس – جائزة الشاهد.
- الفوز: مهرجان ترافيرس سيتي السينمائي - جائزة المؤسسين، أفضل مهرجان، غير روائي.
- الفائز: مهرجان بيرغن السينمائي الدولي – جائزة نقاط التفتيش.
- الفوز: دوكومنتا مدريد 10 – تنويه شرف من لجنة التحكيم.
- الفائز: مهرجان الحريات – جائزة مهرجان الحريات
- الفوز: مهرجان بيزارو السينمائي – جائزة الفرع الإيطالي لمنظمة العفو الدولية.[14]

#### 2009
- حفل الجسر الثقافي، الدورة السادسة لمهرجان دبي السينمائي الدولي[4][14]

## روابط خارجية
- الموقع الرسمي
- Budrus  في قاعدة بيانات الأفلام على الإنترنت (بالإنجليزية)
- "The Gandhi of Palestine?" – slideshow by دير شبيغل